# محمد نجيب الربيعي
نجيب باشا الربيعي (1904 - 1965)، عسكري وسياسي عراقي، كان أول رئيس للعراق عقب الإطاحة بالنظام الملكي، شغل منصب (رئيس مجلس السيادة ورئيس الجمهورية) من 14 تموز 1958 إلى 8 شباط 1963، اشترك مع عبد الكريم قاسم في ثورة 14 يوليو وكان أحد قادة الثورة التي أطاحت بالملك فيصل الثاني عام 1958. يظن خطأ إطلاق اسمه الربيعي على شارع في زيونة ببغداد، وإنما المقصود هو أخيه حسيب الربيعي.

## ولادته ونشأته
ولد محمد نجيب الربيعي عام 1904 في بغداد، إذ هو محمد نجيب بن عثمان بن محمد بن مصطفى بك بن علي بن عبد الله بن علي باشا بن محمد باشا الطيار الذي حارب مع السلطان مراد الرابع لإخراج الشاه الصفوي من بغداد عام 1638 م. وينتمي محمد نجيب لقبيلة ربيعة العربية وكانت عائلة محمد نجيب آل الربيعي كهفا لذوي الحاجات، وملجأً لمن خانهم الزمان، ومجتمعا لذوي الفضل والعلم والأدب والسياسة والتجارة والوجاهة.

## دراسته
دخل المدرسة الحربية الملكية لدى تأسيسها والتحق بدورتها الأولى (1924-1927) كما التحق معه في نفس الدورة أخوه حسيب الربيعي ورفيق عارف وبسيم الذويب. وتخرج ضابطا في 1 يوليو/تموز سنة 1927، والتحق بعدها بكلية الأركان العراقية وتخرج فيها سنة 1935،  ومن ثم التحق بكلية الأركان في قونية.

## خدماته العسكرية
تدرج في الرتب العسكرية حتى بلغ رتبة فريق ركن في 2 نوفمبر 1957. نال مجموعة كبيرة من الأوسمة منها وسام الرافدين من الدرجة الثالثة ومن النوع العسكري.
أصبح في عام 1956 قائدا للفرقة الثالثة في الجيش العراقي .

## نشاطه السياسي
انتمى نجيب إلى تنظيم الضباط الوطنيين الذي أسسه العقيد رفعت الحاج سري عام 1949م، وترأس التنظيم عام 1956م، وعلى أثر تواتر المعلومات الاستخبارية للحكم الملكي العراقي بوجود تحركات سرية معارضة لدى قادة الجيش العراقي، صدرت الإرادة الملكية بتعيينه سفيراً للعراق في جدة بالمملكة العربية السعودية.

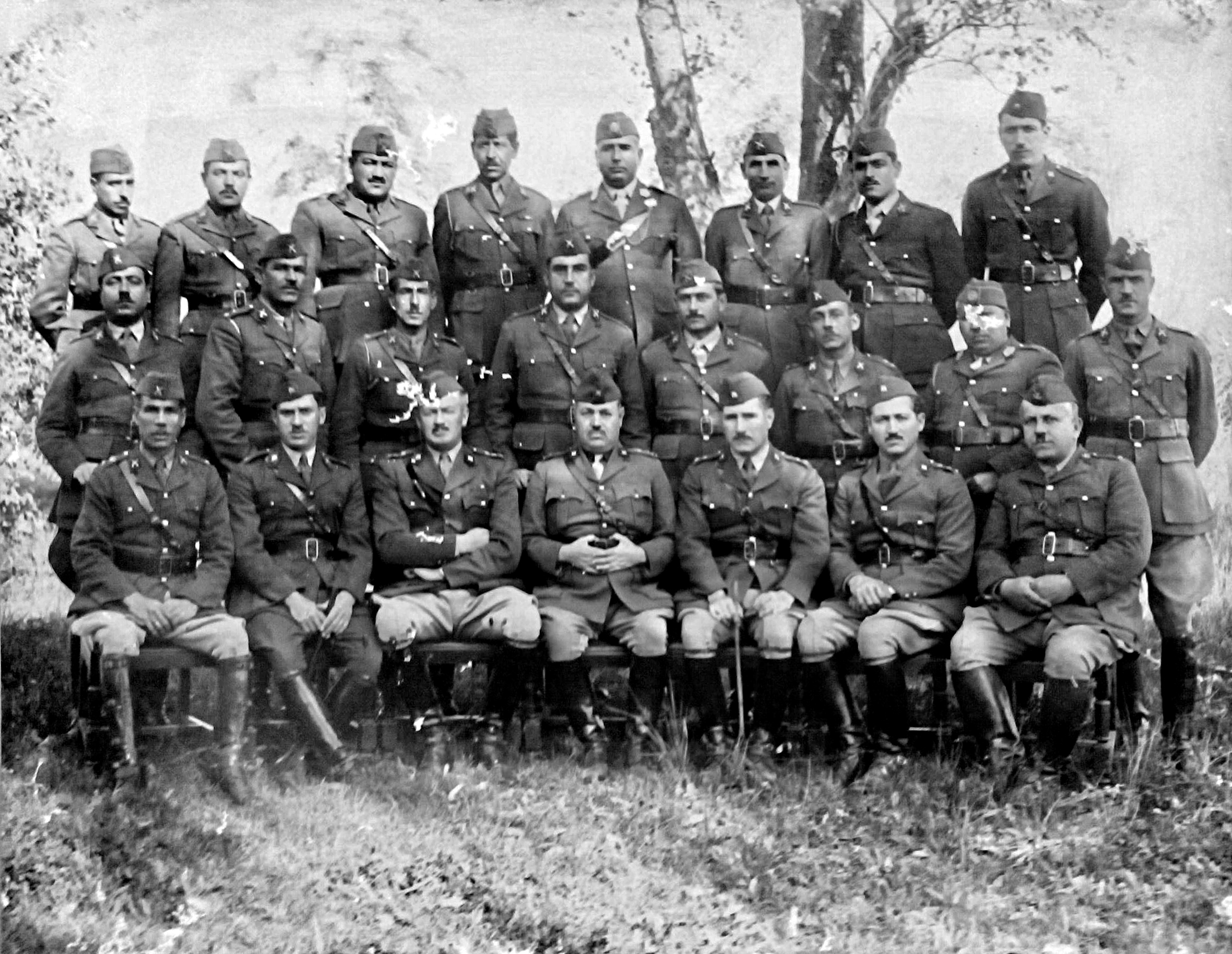
دورة كلية الأركان المشتركة العراقية عام 1942 ويظهر نجيب الربيعي الثالث من اليمين حيث كان برتبة مقدم وكان مدرسا في كلية الأركان

## رئيس مجلس السيادة
في 14 يوليو 1958 اختير الربيعي رئيساً لمجلس السيادة (ورئيساً للجمهورية) وكان مجلس السيادة يضم الأعضاء خالد النقشبندي ومحمد مهدي كبة، وهو هيئة رئاسية مؤقتة هدفها التهيئة لانتخابات رئاسة الجمهورية بعد ستة أشهر من ثورة 14 تموز 1958 وبقي في هذا المنصب لغاية عام 1959م، حين حل عبد الكريم قاسم مجلس السيادة مع بقاء الربيعي رئيساً للجمهورية وبقي في هذا المنصب حتى انقلاب شباط 1963. . ومن المعروف تاريخيا أن منصب رئيس مجلس السيادة ورئاسة الجمهورية التي شغلها الربيعي كانت مناصب تشريفية حيث كانت السلطة الحقيقية بيد رئيس الوزراء عبد الكريم قاسم والذي كان في نفس الوقت القائد العام للقوات المسلحة في العراق ووزير الدفاع.
وتمت مراعاة تمثيل المكونات العراقية الكبرى في المجلس فاختير الربيعي رئيساً لمجلس السيادة (رئيساً للجمهورية وهو «عربي سني» على اعتبار أنه عربي مثل الشيعة وسني مثل الكرد فيكون حلقة الوصل بين الكرد والشيعة وأن سنة العراق يتمركزون وسط البلاد والكرد في الشمال والشيعة في الجنوب) وعضوية محمد مهدي كبة عربي شيعي وخالد النقشبندي كردي سني، وبعد وفاة الأخير عين رشاد عارف سعيد بديلا عنه.

## عائلته
تزوج وله أربعة أولاد أكبرهم محمد براء وهو أيضا عقيد عراقي سابق وفراس وعثمان (تُوفي في حادث وهو صغير) وسنان، وله كذلك إبنتان جهينة وهند (متوفية).

## وفاته
توفي عصر يوم الاثنين 13 شعبان 1385 هـ/ 6 ديسمبر (كانون ثاني) 1965 ، وقد شيّع بموكب عسكري مهيب سار فيه أعيان بغداد ووجوهها وكبار ضباط الجيش والوزراء وكبار موظفي الدولة وحضر ممثل عن رئيس الجمهورية، وصلوا عليهِ صلاة الجنازة في جامع الإمام الأعظم ثم دفنت رفاتهِ بجوار أبيه وأخيه قرب ضريح والي بغداد العثماني رشيد باشا الكوزلكلي في مقبرة الخيزران.
| حركة تموز 1958 |
| - الضباط الوطنيين - نهاية الملكية العراقية - عبد الكريم قاسم - عبد السلام عارف - محمد نجيب الربيعي - رفعت الحاج سري - ناظم الطبقجلي - العوامل غير المباشرة للحركة - خطة حركة 14 تموز 1958 - إعلان الجمهورية العراقية - حركة 8 شباط 1963 - فيصل الثاني - نوري السعيد - عبد الإله |
| |
| تحرير |